# جيسيكا كاسلس
جيسيكا كاسلس (بالسويدية: Jessica Castles) هي لاعبة جمباز سويدية بريطانية ولدت في يوم 16 يوليو 2002 في سري في بريطانيا لأب إنجليزي وأم سويدية. أبرز إنجازاتها هو فوزها بالميدالية البرونزية في بطولة الألعاب الأوروبية في سنة 2019 في منسك في منافسة التمارين الأرضية.